# 湯美·赫捷臣
湯馬士·"湯美"·赫捷臣（Thomas "Tommy" Hutchison，1947年9月22日—），效力香港寶路華時譯作克捷臣，生於蘇格蘭法夫小鎮卡頓登（Cardenden），是一名前職業足球運動員，司職右翼，職業球員生涯超越25年，曾分別效力英格蘭、北美、香港及威爾斯的頂級球會，是蘇格蘭1974年世界盃大軍成員之一。

## 生平

### 球會
黑池
赫捷臣出身於蘇格蘭家鄉鄰近的小球會阿洛厄（Alloa Athletic），於1968年2月以僅超10,000英鎊身價南下英格蘭轉投由史丹·摩丹臣（Stan Mortensen）領導剛降班到乙組的黑池，隨即取代格拉咸·奧茲（Graham Oates）的左翼位置，於3月30日首次披甲出戰普利茅夫。收購這名蘇格蘭人為增強黑池升班的動力，於1967/68年球季最後9場比賽勝出8場，在聯賽結束後與昆士柏流浪同得58分，僅以0.21得失球率不及而失去升班機會，但赫捷臣的出色表現已獲得廣泛認同。黑池終於在1970年以乙組亞軍身份升回甲組。當鲍勃·斯托克（Bob Stokoe）在1970年接手任教黑池時，他致力改進赫捷臣當時被認為是其唯一弱項的傳球能力，但球隊僅在甲組一季便降班返回乙組。
赫捷臣獲選進入為位於布隆菲尔德路球场（Bloomfield Road）於2006年8月22日由黑池名宿占美·岩菲路正式揭幕的「黑池名人堂」。由「黑池球迷協會」（Blackpool Supporters Association）負責組織，通過全球黑池球迷投票選出球會歷來的傑出球員，每10年有5位球員可獲選進入名人堂，赫捷臣是1970年代的代表球員之一。
高雲地利
1972年高雲地利提出以14萬英鎊加比利·拉菲提（Billy Rafferty）換取赫捷臣效力，他遂簽約加盟這支中部球隊，並在夏菲特路球場（Highfield Road）留效長達8年，為球隊上陣355場及射入30球。在高雲地利效力期間是赫捷臣一生中的黃金時期，期間17次代表蘇格蘭國家隊上陣。球隊時任主席戴歷·羅賓斯（Derrick Robins）更暱稱他為「魔術先生」（Mr Magic），赫捷臣成為球迷的寵兒，並獲得1972/73年、1974/75年及1975/76年高雲地利年度最佳球員。他具備熟練的盤扭能力，經常玩弄對方守將於股掌之間，如他在大球會效力，相信他可獲得更多國家隊的上陣次數及更廣泛肯定他的成就。
2005年在他返回夏菲特路球場參加米高·根吾（Michael Gynn）的告別賽（testimonial game），以59歲之齡表演精湛的球技，赫捷臣知道下半場將不會再上陣，於完半場時，他跪下親吻草坪才告離開。一個由《高雲地利電訊晚報》（Coventry Evening Telegraph）造的投票選出赫捷臣為高雲地利在甲組角逐期間最受歡迎的球員。赫捷臣亦是高雲地利名人堂成員之一。
曼城
1980年10月已達33歲之齡的赫捷臣以47,500英鎊的低廉身價轉投曼城，是領隊約翰·邦特（John Bond）首名收購的球員。1981年足總盃曼城在半準決賽經過重賽才以3-1淘汰愛華頓，準決賽加時1-0擊敗葉士域治，5月9日決賽在溫布萊出戰熱刺，上半場30分鐘赫捷臣插水式頂入先拔頭籌，但完場前10分鐘卻將格連·荷度的自由球撞進已方網窩，1-1完場需要進行重賽；5月14日重賽曼城一度領先2-1，於70分鐘被扳平後，被熱刺阿根廷外援李加度·維拉（Ricardo Villa）在禁區邊緣闖過多名曼城守將射入漂亮一球奠定勝局，曼城只能屈居亞軍。1980年赫捷臣獲外借到「北美足球聯賽」（North American Soccer League，簡稱NASL）的西雅圖海灣者（Seattle Sounders）。
寶路華
1981/82年球季寶路華從修咸頓引入名氣嚮噹噹的查理·佐治（Charlie George），但一直未能適應香港的比賽，僅效力半季便提前解約離隊返國。當時寶路華在聯賽已無緣爭標，但仍派遣教練韋利（Ron Wylie）到英國增兵，力爭餘下的兩項錦標——總督盃及足總盃。寶路華獲曼城領隊約翰·邦特推薦，以1萬英鎊借用赫捷臣及貝亞（Phil Boyer），初步為期3個月，兩人於1982年2月13日抵港。2月16日首度披甲出戰備受降班威脅的南華，赫捷臣全場作出多次美妙傳送，協助球隊輕勝2-0。4月8日赫捷臣入選港聯迎戰德甲勁旅科隆，客軍陣中擁有東尼·活確、邦可夫（Rainer Bonhof）、菲沙（Klaus Fischer）、列巴斯基（Pierre Littbarski）及亞羅夫斯（Klaus Allofs）等球星，結果1-3港聯敗陣。
寶路華在總督盃初賽輪空，複賽4-1輕取加山，4月13日在準決賽遇上兄弟班精工，雙方爭持激烈，共有8名球員被罰黃牌警告，最終寶路華將士用命，加時後以2-1淘汰對手，升班三年來首次擊敗精工；4月18日決賽在埔頭挑戰上屆盟主東方，憑陳發枝在上半場20分鐘亂軍中射入1-0獲勝，奪得升班以來首個錦標，賽後赫捷臣以壓倒性高票當選「總督盃最佳攻擊球員」，獲頒2,500港元獎金及銀盃一座。
赫捷臣原本於5月借用期滿，其後決定與貝亞一同留港至球季結束，爭取足總盃錦標。寶路華在足總盃初賽4-2淘汰流浪，5月23日在複賽遭遇東方，加時再由陳發枝一箭定江山，以2-1再勝東方；6月3日準決賽以2-1擊敗愉園晉級決賽；決賽前寶路華收起包括赫捷臣在內的大部分主力，在聯賽例行公事2-3負於荃灣；6月13日決賽欣逢世界盃揭幕，亦是1981/82年球季壓軸戰，對手為以南韓球員為主的海蜂，下半場赫捷臣在禁區內被侵犯博得十二碼，由森寶（Billy Semple）射入先拔頭籌，最終大勝4-1贏得第二項錦標。赫捷臣入選第五屆香港最佳足球明星。
1982/83年球季赫捷臣落實加盟寶路華，簽約1年，季前教練韋利離隊轉任西布朗領隊，由和頓接手執教。1982年8月13日與新教練和頓及3名新舊英援包維（Barry Powell）、基頓（John Clayton）及希活（Clive Haywood）一同抵港報到，其中包維與赫捷臣曾一同效力高雲地利。寶路華在季初從列斯聯借用柏蘭尼（Derek Parlane）後更加如虎添翼，在聯賽著著進迫四屆冠軍精工，於高級組銀牌分組初賽4戰4勝與精工攜手出線；由於赫捷臣技術高超，其他球隊往往派專人緊迫招呼外，更添加一點茅招才可應付，其中愉園的王熾輝是表表者，1983年4月3日銀牌準決賽寶路華與愉園狹路相逢，下半場80分鐘王熾輝勾跌赫捷臣，已有黃牌在身的赫捷臣起身用手握王熾輝的頸部，隨即被球證出示紅牌驅逐離場，雙方在加時後仍然0-0平手，互射十二碼時有希活及基頓射失，以2-4落敗被擯出局。賽後赫捷臣被判停賽3場及罰款1,000港元。
赫捷臣的出色表現使他繼續入選港聯迎戰外隊，首先於1983年1月10日以1-0擊敗到訪的法甲強隊摩納哥；繼於2月14日賀歲波首戰加時後3-2擊敗丹麥的AGF（AGF Aarhus）；2月16日再以2-0擊敗南韓教會隊（안산 할렐루야）奪得「鐵達時盃」。
寶路華在總督盃初賽再次輪空，複賽5-0大勝荃灣；準決賽3-1淘汰海蜂一役因被罰停賽無緣上陣；5月1日再演上屆翻版決賽對東方，停賽復出的赫捷臣演出光芒四射，控制全場比賽節奏，憑柏蘭尼梅開二度，於加時後反勝2-1成功衛冕。6月1日聯賽榜首大戰精工，寶路華兩球再挫強敵，賽後精工已完成整季聯賽，18戰得28分，領先少賽1場的寶路華兩分及兩個得失球差，入球數目較多的寶路華只要在最一場對海蜂的聯賽淨勝兩球即可首次奪得甲組聯賽冠軍；6月5日寶路華友賽利物浦，以0-2落敗，但演出獲得一致好評；6月12日聯賽壓軸戰鬥海蜂決定聯賽冠軍誰屬，結果被對手悶和0-0痛失聯賽錦標，造就精工獲得五連冠。
尚餘一項足總盃寶路華負有衛冕之責，初賽7-1大炒已篤定降班的南華，複賽3-2闖過東方，準決賽2-0淘汰精工，本季4戰精工取得全勝紀錄，6月26日決賽對流浪，3-0輕取對手完成霸業，4場比賽在8天內進行，年屆36歲的赫捷臣參予全部每分鐘的比賽，效力寶路華一季半，為球隊贏取四次獎盃，季後約滿離隊返國加盟剛降班丙組的般尼。
般尼及史雲斯
赫捷臣在般尼效力兩季，上陣接近100場，於1985年轉投當時陷於財困由約翰·邦特帶隊的威爾斯球會史雲斯，球隊於1985年12月被法庭下令清盤後兼任領隊6個月，直到當地商人杜爾·沙柏（Doug Sharpe）出資拯救球隊，翌年降班丁組，泰利·約拿夫（Terry Yorath）到臨接掌球隊後，赫捷臣才專心返回球員崗位。1988年史雲斯才在首次舉行升班附加賽中擊敗洛達咸及托基聯升上丙組。他是史雲斯歷來最年長的上陣球員，於1991年3月出戰修安聯時年43歲另5個月19日。
1984年5月尾6月初赫捷臣為曼聯夏季澳洲之旅客串上陣3場，分別出戰澳洲國家隊、諾定咸森林及祖雲達斯。翌年5月再為曼聯客串在彼得·科尼（Peter Foley）的告別賽登場對牛津联選手隊。
赫捷臣於1990/91年球季接近結束才離開史雲斯，加盟非聯賽球隊莫瑟泰菲尔（Merthyr Tydfil），再享受3年踢球樂趣才於1994年5月正式退役，時年高齡46歲，參賽超過1,000場一隊比賽才結束接近30年的球員生涯。

### 國家隊
赫捷臣曾17次為蘇格蘭上陣，於1973年9月26日首度披甲，在主場為蘇格蘭在世界盃外圍賽以2-1擊敗同組最強對手捷克斯洛伐克，確保決賽週席位。而他亦順利入選西德世界盃的蘇格蘭大軍名單，以後補身份在對扎伊爾及南斯拉夫兩場分組賽入替杜格利殊，最終蘇格蘭以1勝2和不敗成績，僅以1個得失球差不及巴西而出局。
1974年10月30日在咸普頓公園球場友賽東德，赫捷臣於23分鐘憑十二碼為蘇格蘭打開紀錄，兼取得個人唯一的國際賽入球，結果以3-0大勝完場。1975年9月3日在歐國盃作客0-1負於丹麥後，赫捷臣再沒有為國家隊上陣。
國際賽入球
| # | 日期           | 場地                     | 對手 | 入球 | 賽果 | 競賽   |
| - | -------------- | ------------------------ | ---- | ---- | ---- | ------ |
| 1 | 1974年10月30日 | 格拉斯哥，咸普頓公園球場 | 东德 | 1-0  | 3-0  | 友誼賽 |

### 退役後
赫捷臣仍然居於南威爾斯，現時為英冠球會布里斯托城的「社區足球計劃」（Football In The Community，簡稱FITC）擔任發展主任，在布里斯托尔及週邊地區進行外展及足球教練工作。

## 榮譽
黑池
- 英義盃冠軍：1971年；

寶路華
- 香港總督盃冠軍：1981/82年、1982/83年；
- 香港足總盃冠軍：1981/82年、1982/83年；

個人
- 香港總督盃最佳攻擊球員：1981/82年；
- 香港足球明星最佳十一人：1981/82年；
- PFA成就獎：1991年[9]；

## 延伸閱讀
- Calley, Roy. . Breedon Books Publishing Co Ltd. 20 October 1992. ISBN 187362607X.
- Singleton, Steve.  1. 黑潭: Blackpool Gazette. 2007. ISBN 9781845471828.

## 外部連結
- 足球資料庫：湯美·赫捷臣的領隊統計數據
- Hutchison's profile at Neil Brown's statistics site （页面存档备份，存于）
- Profile at the Scottish FA's website （页面存档备份，存于）
- Hutchison in the Blackpool Supporters Association Hall of Fame
- Tommy Hutchison - View from the Tower
- LMA:Tommy Hutchison[永久]
- North American Soccer League Players:Tom Hutchison （页面存档备份，存于）